# Pál Schmitt
Pál Schmitt (Budapest, 13 maggio 1942) è un politico, ex schermidore e dirigente sportivo ungherese, presidente della Repubblica Ungherese dal 2010 al 2012.
È stato vincitore di due medaglie d'oro nella spada a squadre ai Giochi olimpici estivi di Città del Messico 1968 e Monaco di Baviera 1972 e presidente del Comitato Olimpico Ungherese dal 1989 al 2010.

## Biografia
È marito della ginnasta Katalin Makray-Schmitt.
Attivo in politica nel partito conservatore ungherese Fidesz, è stato eletto Presidente dell'Ungheria dal Parlamento ungherese con 263 voti su 322 entrando in carica il 6 agosto 2010. 
Il 29 marzo 2012 l'Università Semmelweis gli ha revocato il titolo universitario di dottore ottenuto con una tesi copiata in gran parte da uno studio antecedente. Il 2 aprile ha rassegnato le dimissioni da presidente del Paese.

## Palmarès
- Giochi olimpici

Città del Messico 1968: oro nella spada a squadre;
Monaco di Baviera 1972: oro nella spada a squadre;
- Mondiali

Montreal 1967: bronzo nella spada a squadre;
L'Avana 1969: argento nella spada a squadre;
Ankara 1970: oro nella spada a squadre;
Vienna 1971: oro nella spada a squadre;
Goteborg 1973: argento nella spada a squadre;
Grenoble 1974: bronzo nella spada a squadre;